# زمعة (جنس)
زُمَّعَة (الاسم العلمي: Melipona)، جنس حشرات عسالة من غشائيات الأجنحة وفصيلة النحلية. أنواعها لا تقل عن 40.